# Boeing Model 40
Le Model 40A de l'avionneur américain Boeing est un avion de transport commercial pouvant transporter deux passagers et jusqu'à 545 kg de fret.
La création du Model 40 par Boeing fait suite à un concours lancé par la poste américaine en 1925 pour le remplacement du Airco DH.4, un avion militaire datant de la Première Guerre mondiale qui servait au transport du courrier depuis 1918. En tout 82 avions de la série Model 40 sont construits dont 77 par Boeing US. 

## Développement
La poste américaine lance une compétition entre les fabricants d'avion afin de remplacer le modèle de Havilland DH-4. À l'origine, le Model 40 et ses concurrents devaient respecter quelques critères imposés par la poste américaine : 
- un moteur Liberty ;
- une vitesse de croisière d'environ 152 km/h ;
- un plafond opérationnel de 4 500 mètres ;
- plus de 454 kilogrammes ;
- et une distance franchissable de 720 kilomètres.

Il y a alors 10 autres compagnies américaines en plus de Boeing qui proposent chacune un modèle d'avion le 15 juillet 1925. C'est à ce moment, en 1925, que sort le premier prototype du Model 40. Ce fut la première de plusieurs grandes compétitions entre Boeing et Douglas Aircraft Company qui dura jusqu'à ce que Boeing rachète la compagnie Douglas 74 ans après. Le Model 40 est aussi le premier d'une longue série d'avions à but commercial conçus par Boeing.
La poste offre de passer une commande supérieure à 50 avions. Les compagnies fixent alors leur prix en conséquence. Le coût par exemplaire du Model 40 est de 23 000$ à l'achat de trois avions ou de 11 000$ pour 50 avions. Cela représente 1 400$ de moins par avions à l'achat de 50 Douglas, mais la compagnie qui offre l'avion le plus dispendieux est la Sikorsky Aircraft Corporation.
Les principaux avions concurrents sont le Douglas M-1 et le Curtiss Carrier Pigeon (en). Le principal avantage du Boeing est son rayon d'action qui est plus important que le reste de ses concurrents.

## Modèles

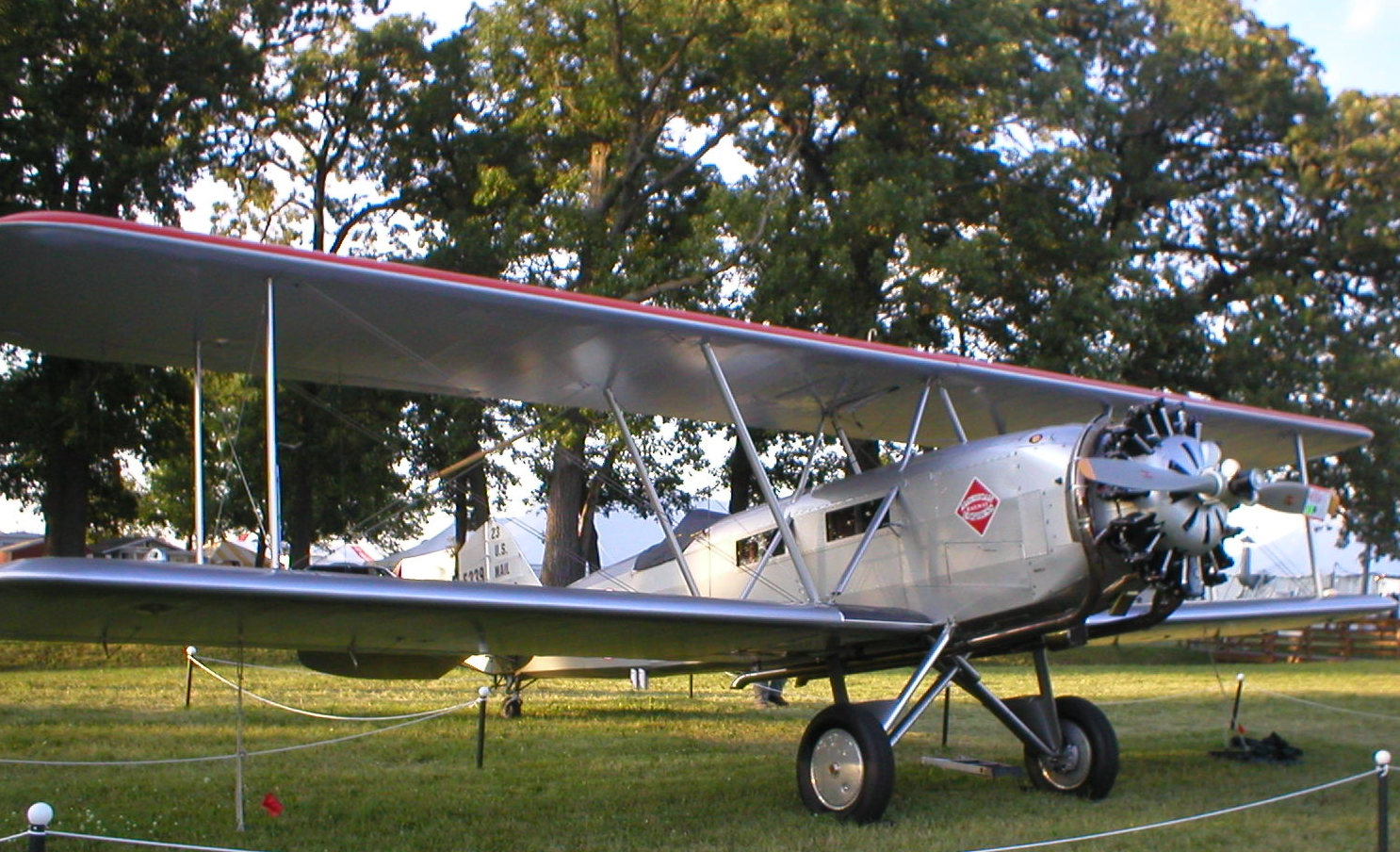
Boeing Model 40C en Oshkosh, 2008

Voici les différents Model 40, :
Model 40Prototype unique. Il date de 1925 et est basé sur un moteur Liberty.
Model 40A25 Model 40A furent construits en 1927.
Model 40B-439 Model 40B-4 furent construits entre 1929-1931. Il permet l'emport de 4 passagers et quelques améliorations y sont apportées.
Model 40CSeulement 10 avions de Model C furent construits entre 1928-1929
Model 40XUn Model X fut construit en 1928.
Model 40YUn Model Y fut construit en 1928.

## Opérateur
États-Unis
- Boeing Air Transport

### Aéronefs similaires
- Airco DH.4